# Théo Sarapo
Theophanis Lamboukas, conocido como Théo Sarapo (París, 26 de enero de 1936 - Limoges, 28 de agosto de 1970), fue un actor y cantante francés, de ascendencia griega. Fue el segundo esposo de la cantante francesa Édith Piaf.

## Biografía
Sarapo nació en París. Trabajó en su juventud como peluquero. Sus contemporáneos lo describen como un actor y cantante guapo y talentoso que además tenía ascendencia griega. A los 26 años se casó con Édith Piaf, que le llevaba veinte años; fueron presentados por Claude Figus, secretario de Piaf. Juntos cantaron «À quoi ça sert l'amour?» [¿Para qué sirve el amor?] en 1962. 
Cuando empezó a cantar con Piaf, su voz era muy nasal, pero en los próximos años desarrolló un tono que era mucho más dulce. Sus otros éxitos incluyen «La Ronde» y «Nous n'étions pas pareils».
Su más conocida película como actor fue Judex, dirigida por Georges Franju; estaba en pleno rodaje cuando se produjo la muerte de Piaf, en octubre de 1963.
Sarapo falleció en un accidente automovilístico en la comuna de Panazol, próxima a Limoges, departamento de Alto Vienne, el 28 de agosto de 1970, siete años después de la muerte de Piaf. Tenía 34 años de edad. Después de su muerte fue corroborado que de Piaf no heredó más que deudas, producto de una vida de excesos y descontrol, que el mismo Sarapo se encargó de pagar. Está enterrado junto a Piaf y la hija de Piaf, Marcelle (de su relación con Louis Dupont), en el Cementerio Père Lachaise en París. El epígrafe en su tumba pone «El amor conquista Todo». El padre de Édith, Louis Alphonse Gassion, fue también enterrado cerca de Piaf (su nombre está grabado en la lápida derecha, junto a las de Théo y Édith). El nombre de Marcelle aparece grabado en el lado opuesto. Grabado al pie de la tumba están las palabras «Famille Gassion-Piaf».

## Edith Piaf
Sarapo era el último en una línea larga de descubrimientos de Piaf (incluyendo a Yves Montand, Les Compagnons de la chanson, Georges Moustaki, etc.). Sarapo a menudo grababa y actuaba en concierto con Piaf durante su matrimonio.

## Nombre artístico
Su nombre artístico era "Sarapo", pronunciado en francés, y viene del griego (Σ‘αγαπώ, s'agapo) que significa " Te amo". Fue escogido por Piaf misma.